# Ів Гандон
Ів Гандо́н (фр. Yves Gandon; 3 червня 1899, Блуа, Франція — 13 листопада 1975, Париж, Франція) — французький письменник і літературний критик, відомий своїми реалістичними та науково-фантастичними творами в прозі й поезії. Закінчив літературний факультет Сорбонни.
Перша книга віршів — 1922 рік. Перша науково-фантастична публікація — роман «Останній білий» (фр. «Le dernier Blanc», 1945).
У 1948 році отримав Велику премію Французької академії за роман «Жиневра».
У 1957—1959 роках був президентом Товариства французьких літераторів, у 1959—1973 роках — французького відділення ПЕН-клубу.
З 1969 року був президентом Міжнародної асоціації літературних критиків (МАЛК).

## Внесок Іва Гандона до фантастики
Ів Гандон перш за все відомий своїми реалістичними творами, за які неодноразово був нагороджений престижними літературними преміями. Внесок Іва Гандона як письменника-фантаста є набагато менш осяжним, проте також помітний. У фантастичному доробку автора критики виокремлюють перш за все літературний дебют автора у цьому жанрі антиутопічний постапокаліптичний науково-фантастичний роман про майбутнє «Останній білий» (фр. «Le dernier Blanc», 1945), що є одним із найпомітніших зразків французької післявоєнної наукової фантастики. Роман «Останній білий» перебуває в одному ряду з романами «Око чистилища» Жака Шпіца (фр. «L'oeil du purgatoire», 1945), «І планета вибухнула...» Б. Р. Брюсса (фр. «Et la planète sauta...», 1946), «Тюльпан» (1946) Ромена Гарі, «Шумовиння днів» (фр. «L'Écume des jours», 1947) та «Осінь у Пекіні» (1947) Бориса Віана, «Дідько його візьми» (фр. «Le diable l'emporte», 1948) Рене Баржавеля, що досі згадуються критиками жанру серед найкращих післявоєнних французьких романів 1940-х років у царині фантастики.
«Останній білий» є одним з нечисленних оригінальних творів фантастики на расову тематику. В романі описана хімічна війна у наближеному майбутньому, в результаті якої гинуть практично всі представники європеоїдної, або так званої «білої» раси. У світі, яким зараз керують чорношкірі та жовті, останній білий, француз за національністю, опиняється замкнутим у позолоченій клітці, яку ніч і день охороняють доброзичливі наглядачі. Роман нагороджено престижною премією Альфреда Нея (1946 р.)
Ще один песимістичний сценарій розвитку людства розглядається в іншому фантастичному романі Гандона «Після людини» (фр. «Apres les hommes», 1963) розглядається варіант майбутньої еволюції, де спакоємцями людства виступає «етична» феромагнітна форма життя. Науково-фантастичні твори короткої форми автора склали збірку «У країні сингулярності» (фр. «En pays singulier», 1949).

## Цікаві факти
- У липні 2019 року до творчості Іва Гандона була привернута увага українських ЗМІ, оскільки Київський апеляційний суд визнав, що громадянин, який назвав «Гандоном» мера міста Тетіїв Київської області, міг при цьому мати на увазі французького письменника[4][5].

- 6 березня 2020 року мешканець міста Крюків біля центральної прохідної Крюківського вагонобудівного заводу, куди з робочим візитом мав приїхати Президент Зеленський, влаштував одиночний пікет. Чоловік тримав в руках плакат з написом зеленою фарбою «ЗЕ ГАН ДОН» за що на нього було складено адміністративний протокол. Під час розгляду протоколу в суді він зазначив, що мав на меті не образити когось, а порівняти фрази та вислови з фантастичними історіями французького письменника-фантаста[6]. Проте суд визнав його винним за статтею 173 КУпАП, наклавши штраф у 51 гривню[7].